# 单电子宇宙
单电子宇宙假设由是1940年春季约翰·惠勒在给理查德·费曼的电话中提出的一个假设，它认为所有电子和正电子实际上都是同一个实体在时间线上前后移动的体现。根据费曼所说： 
|  | 有一天，我在普林斯顿研究生院接到了来自惠勒教授的一个电话。他说：“费曼，我知道为什么每个电子都有同样的电荷和质量了。”“为什么？”“因为他们都是同一个电子！” |

## 总览
这个想法是基于每个电子在时空中穿梭的世界线。惠勒提出，这样的世界线可能不是无数个电子形成的线而是单一的一条，像一个巨大的缠结，可以追溯到同一个电子。时间线上的任何一个时刻都可以表示为时空上的一个切片，且该切片上会落有无数时间线相交产生的结点。 每个这样的结点，代表该时刻上的一个真实电子。在这些结点上，一半的时间线将在时间上向前，而另一半则向后。惠勒认为，向前的这些成为我们所见的电子，而向后的则形成正电子，即电子的反粒子。 
但实验上可观测到的电子比正电子多得多，理论上也这样认为。根据费曼的说法，他向惠勒提出了这个问题，惠勒则推测隐藏的正电子可能位于质子中。 
费曼被惠勒提出的反粒子可以表示为粒子在世界线上的逆行这一猜想所震惊。他在他的诺贝尔奖演讲中将其归功于惠勒： 
|  | 我并不像惠勒想的那样认为所有的电子都是同一个电子，但我认为正电子可以简单的表示为电子在世界线上从未来到过去的行进。那个点子是我偷来的！ |

费曼后来在1949年的论文《正电子理论》中提出了将正电子表示为时间逆行的电子的解释。  南部阳一郎后来将其应用于所有粒子-反粒子对的产生和湮灭，并指出：“成对粒子偶发的产生或湮灭可能并非产生或湮灭，而只是粒子在时空上的运动方向变化了，从未来到过去，或是从过去到未来。” 

## 另見
- 全同粒子
- 爱丁顿数
- 时间反演对称
- 天能